# Hoofdstraat 1 (Leens)

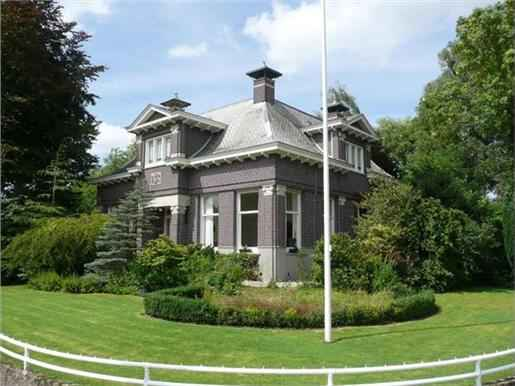
Rentenierswoning aan de Hoofdstraat 1 te Leens anno 2010

De rentenierswoning aan de Hoofdstraat 1 is een monumentaal pand gelegen in Leens, provincie Groningen, Nederland.
Het gebouw werd rond 1930 opgetrokken naar een ontwerp van de lokale architect W. Reitsema Tzn. uit 1928. De opdrachtgever was Jacob Hekma, een landbouwer die eigenaar was van de boerderij Castor in Zuurdijk en met pensioen ging. Boven de ingang is een gevelsteen te vinden met een afbeelding van de tweeling Castor en Pollux, als herinnering aan de herkomst van de opdrachtgever en zijn boerderij Castor, die lange tijd eigendom was van de familie Hekma. In 1956 werd het pand omgebouwd tot een notariskantoor. Jacob Hekma was reeds in 1936 overleden en zijn weduwe Martje Wijk overleed in 1957. De dakkapel aan de westzijde is uit deze periode.
Het pand bevindt zich op de hoek van de Hoofdstraat en de destijds genaamde Stationsstraat, tegenwoordig bekend als R. Ritsemastraat. Aan de overkant van deze straat, op de hoek van de Valge, staat een andere monumentale rentenierswoning, ontworpen door de architecten vader en zoon K. en G. Hoekzema.
De woning is erkend als een rijksmonument vanwege onder andere de goed bewaarde staat van het exterieur. Het is een goed voorbeeld van het gevarieerde werk van architect Reitsema.